# Onthophagus singhaakhomus
Onthophagus singhaakhomus är en skalbaggsart som beskrevs av Masumoto 1992. Onthophagus singhaakhomus ingår i släktet Onthophagus och familjen bladhorningar. Inga underarter finns listade i Catalogue of Life.